# Elektromoskéshal-félék
Az elektromoskéshal-félék (Gymnotidae) a sugarasúszójú halak (Actinopterygii) osztályába és az elektromoskéshal-alakúak (Gymnotiformes) rendjébe tartozó család.

## Rendszerezés
A családba az alábbi nemeket és fajokat sorolják.
- Electrophorus
  - elektromos angolna (Electrophorus electricus)

- Gymnotus
  - Gymnotus anguillaris
  - Gymnotus arapaima
  - Gymnotus ardilai
  - Gymnotus bahianus
  - Gymnotus capanema
  - sávos késhal (Gymnotus carapo)
  - Gymnotus cataniapo
  - Gymnotus chaviro
  - Gymnotus chimarrao
  - Gymnotus choco
  - Gymnotus coatesi
  - Gymnotus coropinae
  - Gymnotus curupira
  - Gymnotus cylindricus
  - Gymnotus diamantinensis
  - Gymnotus esmeraldas
  - Gymnotus henni
  - Gymnotus inaequilabiatus
  - Gymnotus interruptus
  - Gymnotus javari
  - Gymnotus jonasi
  - foltos késhal (Gymnotus maculosus)
  - Gymnotus mamiraua
  - Gymnotus melanopleura
  - Gymnotus obscurus
  - Gymnotus omarorum
  - Gymnotus onca
  - Gymnotus panamensis
  - Gymnotus pantanal
  - Gymnotus pantherinus
  - Gymnotus paraguensis
  - Gymnotus pedanopterus
  - Gymnotus stenoleucus
  - Gymnotus sylvius
  - Gymnotus tigre
  - Gymnotus tiquie
  - Gymnotus ucamara
  - Gymnotus varzea